# Мавзолей Констанции
Мавзолей Константины (итал. Mausoleo di Costantina), или Мавзолей св. Констанции (итал. Mausoleo di Santa Costanza) — мавзолей, построенный в 340—345 годах  на Номентанской дороге (современная Виа Номентана), на северо-восточной окраине Рима, за городскими стенами. Место упокоения дочери Константина Великого — Константины. Знаменит мозаиками IV в.
Мавзолей Санта Костанца входит в комплекс сооружений, к которым относятся руины раннехристианской базилики, построенной при императоре Константине I (так называемая "Константинова базилика"), базилика Сант-Аньезе-фуори-ле-Мура (лат. Sanctis Agnetis extra moenia, рус. Св. Агнессы за городскими стенами) и катакомбы святой Агнессы. Сооружения связаны с казнью в 304 году св. Агнессы Римской, особо почитаемой императором и местом её предполагаемого захоронения. Мавзолей ранее выполнял функции баптистерия при базилике, с которой он был связан крытым переходом.
Мавзолей был построен для дочери императора Константина I Констанции (350 г.), в Средние века почитавшейся как святая; в 1254 г. мавзолей внесен в список церквей. Мавзолей имеет форму ротонды диаметром 29 метров с нартексом с апсидами с обеих сторон. Внутри кольцо из двенадцати сдвоенных гранитных колонн композитного ордера поддерживает аркады, на которые опирается высокий цилиндрический барабан с двенадцатью арочными окнами и полусферический купол, снаружи скрытый шатром. Ранее мавзолей имел ещё одно кольцо обходной галереи.
Центральную часть опоясывает амбулаторий (обходная галерея). Ближайший аналог: церковь Санто-Стефано-Ротондо. Античный прототип: ротонда  Минервы Медики. 
Своды обходной галереи (амбулатория) украшены  мозаиками, представляющими собой самый ранний сохранившийся образец монументального раннехристианского искусства за пределами катакомб. Мозаики датируются широко - от 330-до 350-х гг. 
Отдельные участки сводов сохранили мозаики: среди переплетающихся виноградных лоз плоды, деревья, птицы, сосуды для вина, по скатам сводов - изображения эротов, собирающих, везущих в телегах, давящих виноград. В центре каждого поля - мужской бюст, видимо, персонификации Времени года. На другие участках - орнаментальные мотивы, обыгрывающие форму креста, и в медальонах, образованных сплетенными жгутами - купидон и психеи. 
В южной и северной экседрах в амбулатории в мозаике представлены Христос, восседающий на сфере и передающий св. Петру ключи от Рая (Traditio clavium), и Христос, стоящий на горе, от основания которой истекают 4 райские реки, передающий закон св. Петру (со свитком в руке) и св. Павлу (Traditio legis - Передача Закона). 
После реставрации 1620 г. от подлинных мозаик в экседрах сохранились незначительные участки, общая композиция известна по рисункам гуманистов и путешественников XVI-XVII вв. Мозаики в куполе также известны по рисункам - судя по ним, купол был разделен на 12 сегментов, отделенных друг от друга кариатидами, со сценами Ветхого и Нового Заветов.
В центре Мавзолея находились 2 массивных порфировых саркофага Константины и ее сестры Елены (в настоящее время в Ватикане, в музее Пия-Климента, в Мавзолее копия). 

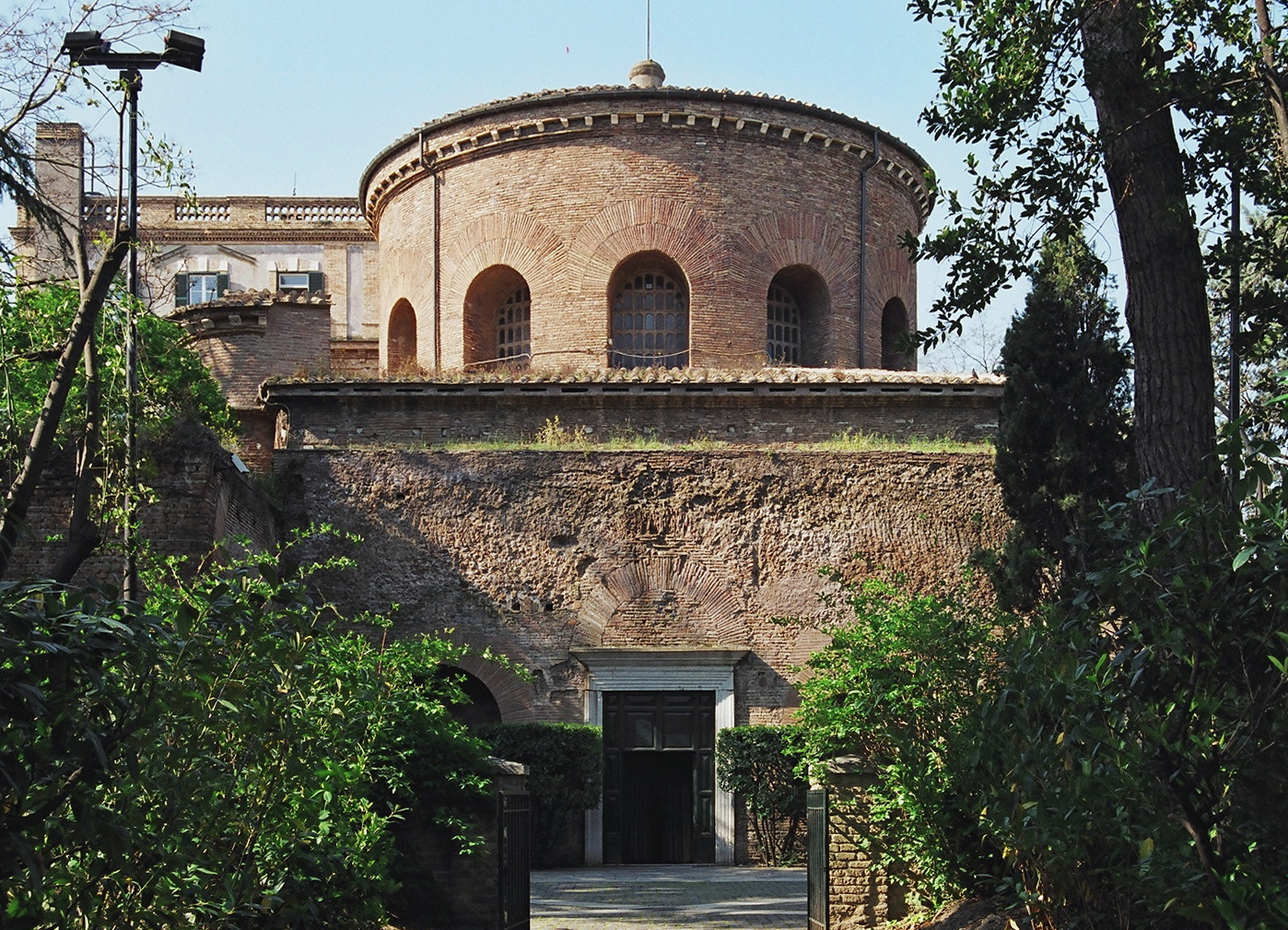
Фасад

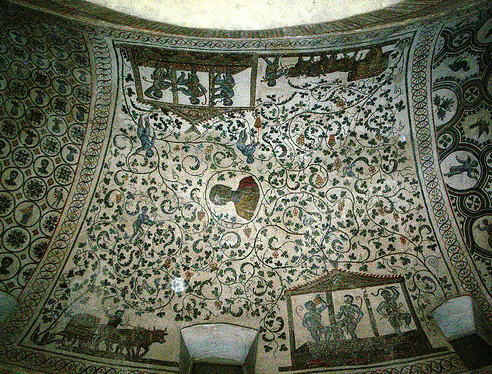
Мозаичный потолок.